# 門托 (印第安納州)
門托（英語：Mentor）是位於美國印地安納州杜波伊斯縣的一個非建制地區。該地的面積和人口皆未知。